# 開雲寺
開雲寺（かいうんじ）は、栃木県下野市にある真言宗智山派の寺院。

## 歴史
781年（天応元年）、恵雲（下野薬師寺戒壇院五世）によって開山された。元々は塔ノ下（現・同市下古山）に位置し、薬師如来を本尊とする「瑠璃光院東光寺」という名称であった。
1502年（文亀2年）、宇都宮成綱の命により多功満朝は当寺を現在地に移転し、本尊を阿弥陀如来に変更し「開雲寺」に改称した。
江戸時代、将軍の日光社参の休憩場所に指定された。1649年（慶安2年）、宇都宮藩藩主奥平忠昌は将軍の休憩所として御殿を建てている。
1876年（明治9年）、明治天皇の行幸に際しても、休憩所となっている。

## 文化財
- 木造阿弥陀如来坐像（栃木県指定有形文化財 1971年〔昭和46年〕2月16日指定）[4]：本尊[1]。南北朝時代の作とされる[1]。
- 葵紋入りの茶釜：日光社参に関連するものとされる[1]。非公開[1]。
- 梵鐘（下野市指定有形文化財〔工芸品〕）：宝暦8年（1758年）の作[5]。上部に刻まれた梵字が珍しいもので、鐘の音が優れていたため、戦中の金属供出を免れた[5]。本来の開雲寺の梵鐘は源頼朝から寄付されたものであったが、奥平忠昌が寛文3年（1663年）の徳川家綱の日光社参に合わせて宇都宮城へ持っていったと、寺は代官所へ届け出ている[5]。

## 交通アクセス
- 石橋駅より徒歩5分[1]。